# George Alexander Sullivan
George Alexander Sullivan (Liverpool, 1890 – 1942) foi um jornalista, dramaturgo e ator britânico, nascido na Inglaterra. Foi o fundador da Ordem Rosacruz de Crotona.

## Vida
Sullivan organizou um grupo denominado A Ordem dos Doze que foi ativo de 1911-1914 e novamente em 1920. Por volta de 1924 a Ordem tornou-se conhecida como Ordem Rosacruz de Crotona (Crotona era um local da escola de Pitágoras no sul da Itália). Como jornalista, dramaturgo e ator, George Alexander Sullivan usava o pseudônimo Alex Mathews; durante suas atividades místicas, o pseudônimo Frater Aureolis. De 1925 a 1928 ele publicou um periódico, A Gazeta Rosa-cruz. A Ordem Rosacruz de Crotona desenvolveu atividades primeiramente em Liverpool na Inglaterra e depois do meio da década de 1930 em diante, em Christchurch, Dorset.
A sede do grupo era um edifício de madeira denominado o Ashrama Hall, que foi terminado em 1936 no terreno da casa de Catherine Chalk em Somerford Road próximo a Christchurch, Inglaterra. Peter Caddy tornou-se um dos discípulos de Sullivan, em 1936, apresentado por seu então cunhado Cyril "Jim" Barnes. Tendo em mente a futura criação da Fundação Findhorn, é interessante registrar que os discípulos de Sullivan começaram a comprar bangalôs próximos ao seu Ashrama Hall. 
Com Mabel Emily Besant Scott, George Alexander Sullivan organizou uma companhia de teatro rosa-cruz. Em 1938, também  no terreno de Catherine Chalk, eles construíram o Teatro Christchurch Garden, que se auto-intitulou "O Primeiro Teatro Rosacruz na Inglaterra". Apresentou peças de teatro com os temas esotéricos de Sullivan durante junho-setembro de 1938. Gerald Gardner (1884-1964), o restaurador da bruxaria britânica ("Wicca"), declarou ter sido iniciado na bruxaria tradicional através de contatos que ele fez no teatro rosacruz, apesar de haver alguma polêmica sobre isto. A biografia de Gerald Gardner escrita por Jack Bracelin (apesar de Frederic Lamond afirmar que foi escrita por Idries Shah) menciona o grupo. Apesar do grupo depois ser conhecido pela tradição Rosacruz e apesar de seus rituais terem um quê de maçônico, os ensinamentos de George Alexander Sullivan — pelo menos como transmitidos por Peter Caddy — assemelham-se com a maioria dos ensinamentos do Movimento do Novo Pensamento. George Alexander Sullivan morreu em 1942.